# Camenca (Glodeni)
Camenca es una comuna moldava del distrito de Glodeni. Se localiza en la parte occidental del país. 

## Localidades
La comuna está integrada por cuatro localidades: Camenca (donde se encuentra el consejo comunal), Brînzeni, Moleşti y Buteşti.

## Demografía

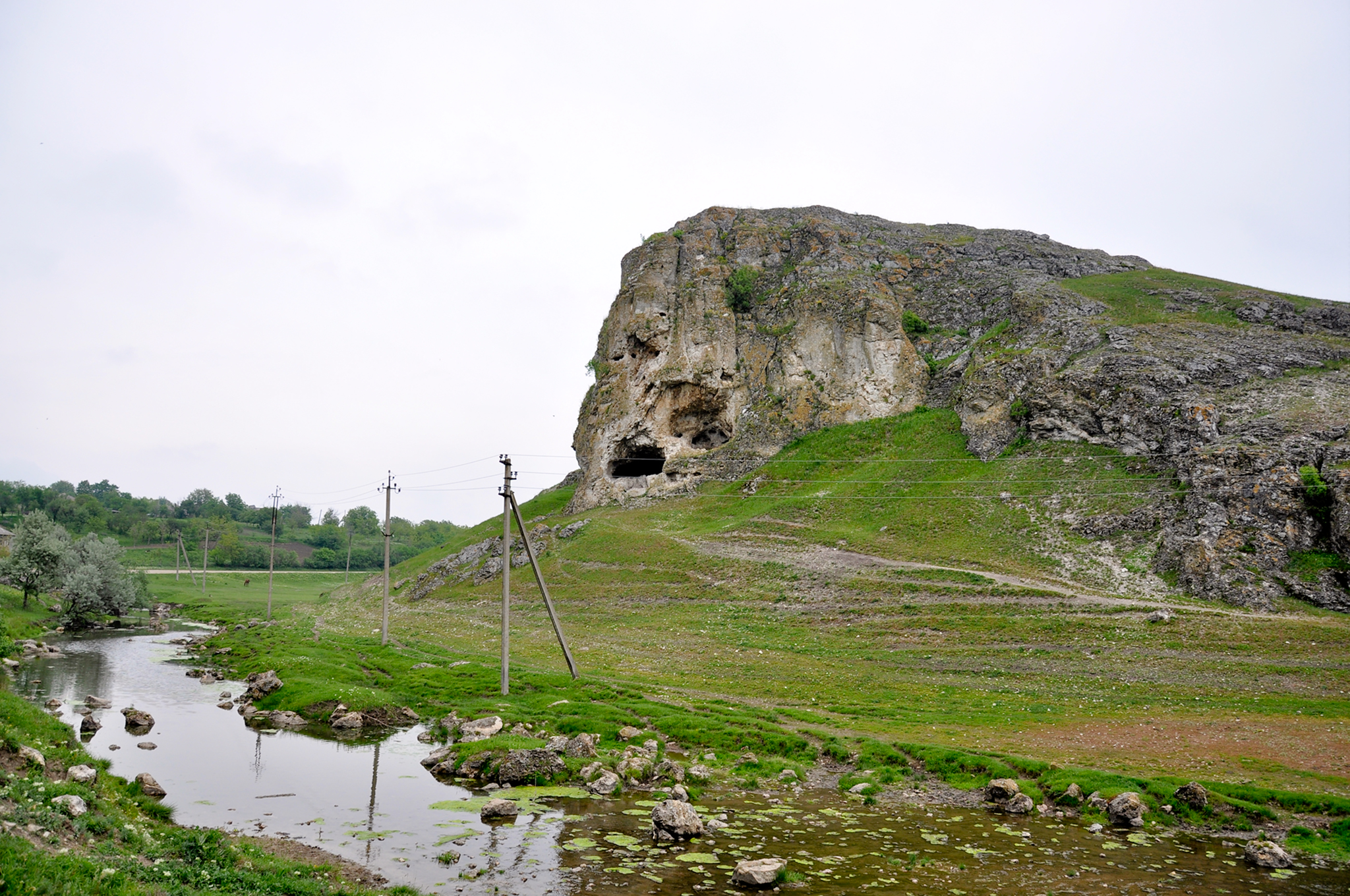
El área natural Cheile Buteşti.

Según el censo de 2014, Cajba contaba con una población de 1889 habitante, de los cuales 935 eran hombres y 954 mujeres. En cuanto a la composición étnica, una mayoría —el 90,8% de la población total— eran de origen moldavo, con minorías de rumanos (8,3%) y ucranianos (0,5%).

## Geografía
La comuna se sitúa junto a las aguas del río Camenca.

## Patrimonio y espacios naturales
En la comuna de Camenca destaca el monumento natural Cheile Butești, situado en el sur del pueblo de Buteşti. Se trata de una formación geológica formada hace entre quince y veinte millones de años en las cálidas aguas del Paratetis. Además de las cuevas existentes, el arroyo Camenca excavó un pintoresco cañón en los arrecifes de piedra caliza.

## Personajes ilustres
- Vasile Coroban (1910-1984), escritor y crítico literario.[5]